# Petite Sterne
Sternula antillarum
Espèce
Répartition géographique
Statut de conservation UICN

 LC  : Préoccupation mineure
Synonymes
- Sterna antillarum

La Petite Sterne (Sternula antillarum) est une espèce d'oiseaux aquatiques de la famille des Laridae.
Elle est étroitement liée à, et était autrefois souvent considérée conspécifique avec, la Sterne naine de l'Ancien Monde. D'autres parents proches comprennent la Sterne argentée et la Sterne du Pérou, toutes deux d'Amérique du Sud.

## Description
Il s'agit d'une petite sterne, de 22 à 24 cm de long avec une envergure de 50 cm et pesant 39 à 52 g. Les parties supérieures sont d'un gris pâle assez uniforme et le ventre est blanc. La tête est blanche, avec un bonnet et une ligne à travers l'œil jusqu'à la base du bec noirs, une petite tache blanche sur le front au-dessus du bec. En hiver, le front blanc est plus vaste avec un capuchon noir plus petit et moins bien défini. Le bec est jaune avec un petit bout noir en été, tous noir en hiver. Les pattes sont jaunâtres. Les ailes sont le plus souvent gris pâle, mais avec des marques noires visibles sur les primaires ultrapériphériques. Cet oiseau vole au-dessus de l'eau avec de rapides battements d'ailes saccadés et une apparence bossue caractéristique, le bec pointant légèrement vers le bas.
Elle diffère :
- de la Sterne naine principalement par son croupion et sa queue qui sont gris et pas blanc et elle a un cri différent, plus grinçant ;
- de la Sterne argentée en étant d'un gris plus pâle sur le dos et en ayant la pointe du bec noire ;
- de la Sterne du Pérou en étant gris pâle au-dessus et blanche (pas gris pâle) au-dessous et la portion noire du bec est plus courte.

## Répartition
Elle niche en Amérique du Nord et localement en Amérique du Sud. C'est un oiseau migrateur, hivernant en Amérique centrale, aux Caraïbes et au Nord de l'Amérique du Sud. Beaucoup passent leur première année ensemble dans leur zone d'hivernage. Cet oiseau se trouve comme vagabond en Europe, surtout en Grande-Bretagne.

## Taxinomie
Selon la classification de référence du Congrès ornithologique international (15.1, 2025) elle se répartit en trois sous-espèces (ordre philogénique) :
- Sternula antillarum athalassos (Burleigh & Lowery, 1942) — rivages fluviaux du centre des États-Unis ;
- Sternula antillarum antillarum Lesson, RP, 1847 — littoral est nord-américain, Caraïbes et îles au large du Venezuela ;
- Sternula antillarum browni (Mearns, 1916) — littoral pacifique du centre de la Californie à l'Ouest du Mexique.

## Galerie

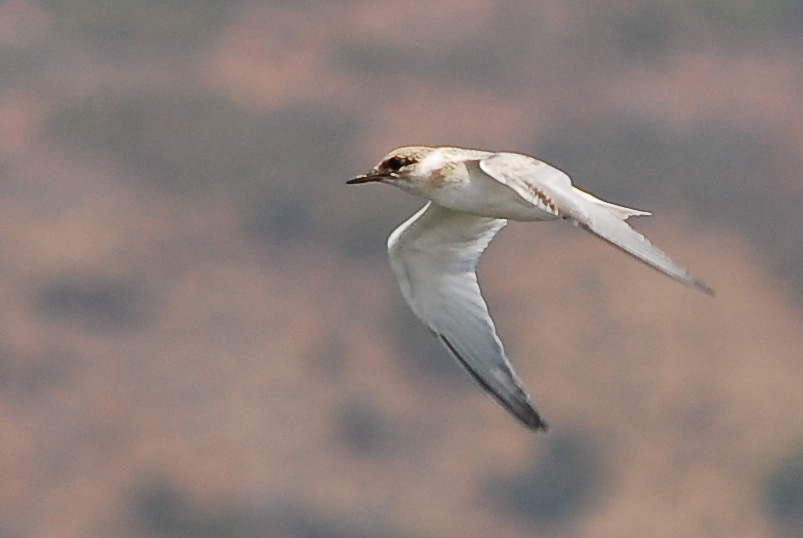
Tenue d'hiver